# Quercus donnaiensis
Quercus donnaiensis — вид рослин з родини букових (Fagaceae). Належить до комплексу Q. langbianensis; раніше таксон вважався його синонімом.

## Біоморфологічна характеристика
Це дерево 12–15 метрів. Молоді гілочки густо-золотисто запушені, стають голими, темно-коричневі. Листки 10–16 × 4–5 см, овально-ланцетні; верхівка довго загострена; край не хвилястий, з розсіяними зубами у верхівковій 1/3; спочатку густо-запушені, стають безволосими зверху, знизу ж голі або запушені уздовж середньої жилки; ніжка листка 1–2 см завдовжки, запушена. Чоловічі сережки з'являються після жіночих; жіночі сережки завдовжки 2.5 см, 5–6-квіткові. Жолуді дозрівають на другий рік, майже кулясті, 1.5–1.7 × 1.2 см, закриті на 1/2 чашечкою; чашечка 1.5 см у діаметрі, з 5–6 концентричними кільцями лусок; базальний рубець опуклий.

## Проживання, загрози
Ендемік пд.-сх. В'єтнаму. Вид трапляється у вічнозелених лісах на висотах 1000–1700 метрів.
Оскільки вид має обмежене поширення, йому, ймовірно, загрожує руйнування середовища проживання.